# Horten
Horten è un comune e una città della contea di Vestfold in Norvegia. Ha ricevuto lo status di città nel 1858.

## Geografia fisica
Il territorio comunale si trova nel sud del paese sulla sponda occidentale del fiordo di Oslo, di fronte alla città di Moss. Confina a sud e ovest col comune di Tønsberg e a nord con quello di Holmestrand.
Nella parte settentrionale le tre isole di Østøya, Middleøya e Løvøya delimitano il piccolo golfo all'interno del quale si trova il porto di Horten. Nella parte più centrale del fiordo di Oslo si trova l'isola di  Bastøy. Nella parte interna, ad ovest del centro abitato di Horten, si trova il lago di Borrevannet situato a 10 m sul livello del mare, lungo 4,5 km e con una larghezza massima di 800 metro, in passato era il bacino di acqua potabile della città, oggi è una riserva naturale in cui sono state censite 256 specie di uccelli 110 delle quali nidificanti.
Circa il 75% della popolazione del comune vive nella cittadina di Horten, altri centri abitati sono Åsgårdstrand situata sulla costa più a sud e all'interno i Nykirke e Skoppum entrambi situati sulla linea ferroviaria Vestfold (Vestfoldbanen).

## Storia
Vi sono tracce storiche nell'area di Horten sin dall'età della pietra e durante il periodo vichingo la zona era un importante centro di potere. Nel 1582 venne aperta la linea di traghetti da Horten a Moss, sull'altra sponda del fiordo.
Con un decreto reale del 1818 Horten venne designata come porto navale militare, vi venne costruito il cantiere navale e nel 1855 l'intera base fortificata venne chiamata Karljohansvern. Nel 1864 venne trasferita a Horten la scuola navale che però nel 1960 venne trasferita a Bergen. Nel 1963 la sede della marina venne spostata a Bergen, nel 2009 venne definitivamente trasferita anche la scuola ufficiali. I cantieri navali subirono forti danni durante la seconda guerra mondiale, vennero ricostruiti come cantieri civili ma chiusero definitivamente nel 1987. Oggi i settori trainanti dell'economia sono l'elettronica e gli istituti di ricerca che le hanno conferito l'appellativo di "Silicon Valley norvegese".

### Simboli
Lo stemma fu concesso il 19 novembre 1907 quando Horten ottenne il titolo di città. Lo scudo è trinciato: nella parte inferiore è evidenziata l'importanza della città come porto militare; una rosa nella parte superiore simboleggia la natura che circonda la città.

## Monumenti e luoghi di interesse
Nella parte interna del porto si trova uno degli alberi più antichi della Norvegia chiamato Tordenskjoldeika (quercia di Tordenskjold), la leggenda vuole che l'ammiraglio Peter Tordenskjold usasse l'albero per ormeggiare le navi.
La base di Karljohansvern ospita il museo della Marina norvegese, situato in uno dei magazzini della base
A Horten si trova il museo nazionale della fotografia chiamato Preus Museum, originariamente fondato nel 1976 come collezione privata è diventato museo nazionale nel 1995.
Ad Åsgårdstrand è visitabile la casa, trasformata in museo, che Edvard Munch acquistò nel 1897 e nella quale trascorse i mesi estivi per diversi anni.
Nell'area di Karljohansvern si trova la chiesa principale, in stile neogotico fu progettata dall'architetto Christian Heinrich Grosch. Nel comune si trovano altre tre chiese risalenti all'epoca medievale: la chiesa di Borre (XII secolo) una delle più notevoli chiese romaniche del paese, la chiesa di Nykirke (che si fa risalire al 1100) e la cappella di Løvøya (XIII secolo).